# Sheriff Hutton
Sheriff Hutton – wieś w Anglii, w hrabstwie North Yorkshire, w dystrykcie (unitary authority) North Yorkshire. Leży 16 km na północ od miasta York i 293 km na północ od Londynu.